# Joseph d'Albert
Pour les articles homonymes, voir Joseph Albert.
Joseph d'Albert, né Joseph François Ildefonse Raymond d'Albert le 23 janvier 1721 à Ille-sur-Têt et mort le 9 décembre 1790 à Ille-sur-Têt (Pyrénées-Orientales), est un magistrat français. 

## Biographie
Après avoir exercé la profession d'avocat, Joseph d'Albert devient à vingt-trois ans professeur en droit à l'université de Perpignan. Le 10 juillet 1759, il est nommé Président de la Chambre du Domaine et Conseiller honoraire au Conseil souverain de Roussillon. En 1762, il vote au sein de ce conseil pour la suppression de l'ordre des Jésuites en Roussillon. Magistrat réputé, il part pour Paris en 1763, où il devient successivement conseiller au Parlement, Maître des requêtes puis Intendant du Commerce. En 1775, il est nommé par Turgot lieutenant-général de police, puis conseiller d'État. Encore très influent en 1788, il décide de rentrer à Ille en 1789. Il y meurt le 9 décembre 1790.
Le magistrat Joseph Jaume rappelle dans ses Mémoires que Joseph d'Albert fut « un des quatre accusés d'être les auteurs d'une comédie qu'on avait composée en 1752 contre M. de Mailly et la marquise de Blanes, en temps qu'il tenait des bals publics avec elle dans la grande salle de la maison de M. Campredon », lui valant alors d'être enfermé à la forteresse de Salses.

## Fonctions exercées
- Batlle d'Ille, procureur-général du conseil souverain du Roussillon
- Avocat [2]
- Lieutenant de police de Paris sous Louis XVI (14/5/1775-19/6/1776)
- Conseiller d'État au conseil des dépêches de Louis XVI[3]
- Conseiller au Parlement de Paris.

## Ouvrages
- Lettres d'un avocat, 1765[1]
- Abrégé chronologique de l'histoire romaine[1]